# Kálmánháza, Szabolcs-Szatmár-Bereg
Kálmánháza  este un sat în districtul Nyíregyház, județul Szabolcs-Szatmár-Bereg, Ungaria, având o populație de 1.988 de locuitori (2011). 

## Demografie
Componența etnică a satului Kálmánháza
     Maghiari (99,3%)
     Necunoscut (0,35%)
     Români (0,35%)
     Alții (0,35%)
Componența confesională a satului Kálmánháza
     Romano-catolici (30,73%)
     Greco-catolici (21,83%)
     Luterani (13,03%)
     Reformați (5,58%)
     Fără religie (5,53%)
     Necunoscută (22,94%)
     Atei (0,35%)
     Alte religii (0,75%)
Conform recensământului din 2011, satul Kálmánháza avea 1.988 de locuitori. Din punct de vedere etnic, majoritatea locuitorilor (99,3%) erau maghiari. Apartenența etnică nu este cunoscută în cazul a 0,35% din locuitori. Nu există o religie majoritară, locuitorii fiind romano-catolici (30,73%), greco-catolici (21,83%), luterani (13,03%), reformați (5,58%) și persoane fără religie (5,53%). Pentru 22,94% din locuitori nu este cunoscută apartenența confesională.